# Giovanni Bracesco
Giovanni Bracesco o Braceschi (Orzinuovi, c. 1481 – c. 1555) fue un alquimista italiano.

## Obras

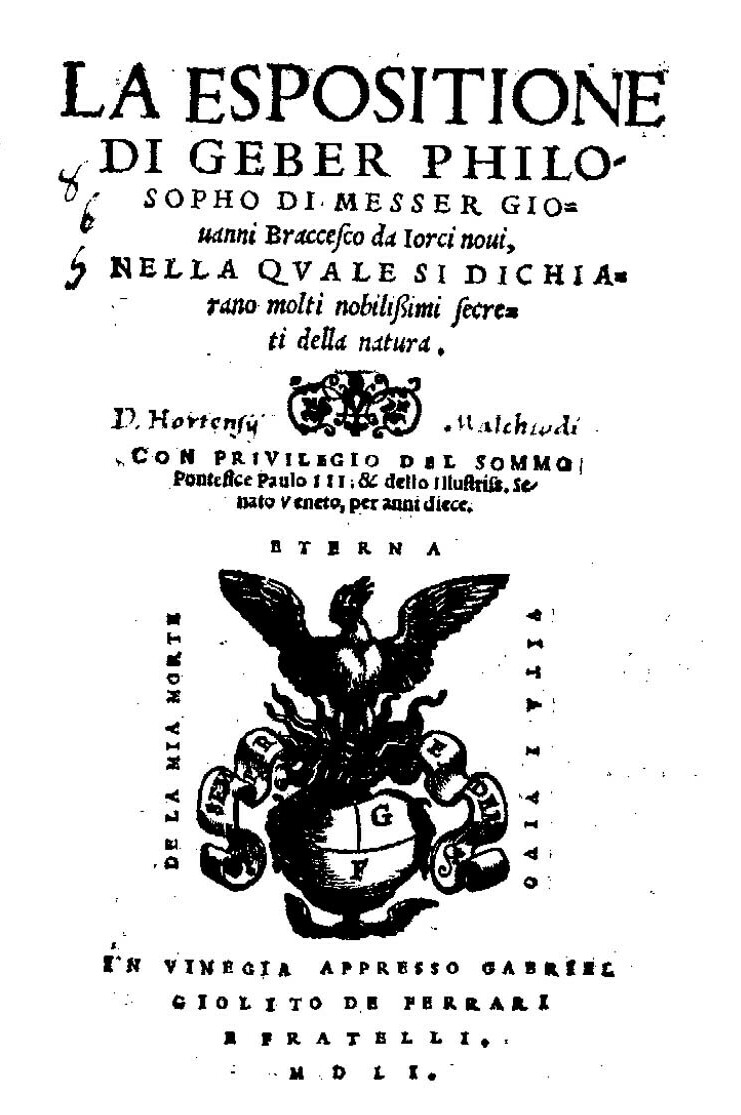

- Il legno della vita (en italiano). Roma: Valerio Dorico & fratelli. 1542.
- La espositione di Geber philosopho (en italiano). Venezia: Gabriele Giolito de Ferrari & fratelli. 1551.